# The Symbol
The Symbol - to drugi studyjny album japońskiej grupy Shanadoo. Album na rynku pojawił się 7 grudnia 2007 w Niemczech, Austrii i Szwajcarii.

## Lista utworów
| Nr  | Tytuł utworu                      | Autor    | Długość |
| --- | --------------------------------- | -------- | ------- |
| 1.  | „Think About”                     | Shanadoo | 4:04    |
| 2.  | „Lover on the run”                | Shanadoo | 3:43    |
| 3.  | „Gotta Get It Groovin'”           | Shanadoo | 3:03    |
| 4.  | „Japanese Boy”                    | Shanadoo | 3:34    |
| 5.  | „Heart to Heart”                  | Shanadoo | 3:11    |
| 6.  | „Bonjour Tristesse”               | Shanadoo | 4:10    |
| 7.  | „You Are My Daydream”             | Shanadoo | 4:12    |
| 8.  | „Hypnotized”                      | Shanadoo | 3:08    |
| 9.  | „Once She Gets Tired”             | Shanadoo | 3:21    |
| 10. | „From Time to Time”               | Shanadoo | 3:46    |
| 11. | „L.O.V.E”                         | Shanadoo | 3:53    |
| 12. | „Fly Me to Sanghai”               | Shanadoo | 3:34    |
| 13. | „King Kong (Remix 2007)”          | Shanadoo | 6:17    |
| 14. | „Japanese Boy (Estended Version)” | Shanadoo | 8:58    |
| 15. | „Think About (Extended Version)”  | Shanadoo | 8:47    |
|     |                                   |          | 1:07:41 |

## CD-ROM Part*
1. Japanese Boy (wideo)
2. Think About (wideo)